# Кэзэнешти (деревня, Васлуй)
Парпаница (рум. Căzănești)— деревня, расположенная в жудеце Васлуй в Румынии. Административно подчинена городу Негрешти.

## География
Деревня расположена в 291 км к северу от Бухареста, 30 км к северо-западу от Васлуя, 33 км к югу от Ясс.

## Население
По данным переписи населения 2002 года в селе проживали 458 человек.

### Национальный состав
| Национальность | Кол-во человек | Процент |
| -------------- | -------------- | ------- |
| Румыны         | 456            | 99,9 %  |
| Не указали     | 2              | 0,01 %  |

### Родной язык
| Язык      | Кол-во человек | Процент |
| --------- | -------------- | ------- |
| Румынский | 458            | 100 %   |